# Ettarps glasbruk
Ettarps glasbruk låg i Enslövs socken i Hallands län strax öster om Enslövs kyrka.

## Historia
Johan Casper Haberman var borgare i Göteborg, inflyttad från Rostock. Han hade kopplingar till ostindiska kompaniet. År 1718 fick han kung Karl XII:s tillåtelse att förvärva Ettarps säteri. Johan Casper hade kontakter bland landets politiskt ledande skikt genom sin riksdagsplats och som medlem i Sekreta Utskottet. Johan Casper avled 1734. Hans hustru Brita Haberman och sönerna David och Johan fortsatte med planerna för ett Ettarps glasbruk. Sanden i Lyngabäcken vid Släggarp var lämplig som råvara till glasframställning. En annan förutsättning var närheten till eldningsbar torv och till skog ur vilken man kunde framställa träkol. I närheten fanns även tillverkning av pottaska vilket behövdes vid glastillverkning. Halmstad hade hamn för import och export.
I oktober 1736 fick Brita Haberman privilegier att på Ettarp anlägga ett glasbruk för tillverkning av fönsterglas, buteljer, apoteksflaskor, kolvar med mera. En tegeltillverkning igångsattes 1736 sannolikt för tillverkning av tegel till planerad glashytta. En stor torvlada uppfördes 1737. Efter att även Brita avlidit 1738 fortsatte sönerna planeringen. Johan Haberman övertog privilegiet på glasbruket och anläggningen färdigställdes 1739. År 1743 hade man värvat yrkesfolk från Tyskland. På Ettarp blåstes i första hand grön- och brunfärgade glasflaskor, de flesta med en volym på 65 centiliter. Man tillverkade även burkar, skålar och dricksglas. Det mesta tycks ha gått på export. Glasbruket var under de första åren etablerat på hemmanet Släggarp där emellertid brist på torv och ved uppstod. Anläggningen för glastillverkning flyttades därför till hemmanet Övre Hertered där det var beläget i knappt 10 år. Flera ugnar måste hållas vid hög temperatur och åtgången av torv och ved var stor.
Störst produktion hade man i början av 1750-talet. Den vanligaste produkten var halvstops buteljer av enkelt mörkgrönt glas. För år 1753 angavs en tillverkning av 31666 buteljer halvstops och 1410 helstops. När bruket lades ner 1755 drog glasblåsarna vidare, främst till Kosta. Idag finns inga spår efter glasbruket i Övre Hertered mer än lite glaskärvor. På platsen ligger sedan många år en bondgård med namn Bruket.
Ettarps glasbruk var bara ett av flera industriprojekt som igångsattes av Birgitta Haberman och hennes söner. David anlade ett järnbruk i Rydöbruk 1742 och på Ettarp byggdes ett pottaskebruk 1736. Glasbruket leddes av Johan Haberman och sysselsatte 10 arbetare i hyttan och ett mycket större antal drängar som försåg den energislukande hyttan med torv och annat bränsle.
Vid Ettarp byggde Habermans 1742 även ett spånbruk, spån för tillverkning av bokpärmar. Yrkesfolk för denna tillverkning hämtades från Tyskland.
Produktionen av spån pågick i perioder på Ettarp och i Munkabol vid Fröslida fram till 1760-talet.